# Paimas (distrito)
Paimas é um distrito do Peru, departamento de Piura, localizada na província de Ayabaca.

## Transporte
O distrito de Paimas é servido pela seguinte rodovia:
- PE-1NT, que liga a cidade de Suyo ao distrito de Ayabaca[1][2][3]